# Polbus-PKS
Polbus-PKS – polskie przedsiębiorstwo transportowe, prowadzące regularne połączenia autobusowe w rejonie Wrocławia i Oleśnicy oraz zajmujące się wynajmem autokarów w kraju i za granicą. Przedsiębiorstwo powstało w wyniku przekształcenia się istniejącego od 1946 roku Przedsiębiorstwa Komunikacji Samochodowej we Wrocławiu. Obecnie spółka posiada 150 autobusów i jest największym przewoźnikiem na Dolnym Śląsku. POLBUS-PKS jest spółką skarbu państwa z udziałem skarbu państwa wynoszącym 54,52%.

## Linie
| Numer linii                                  | Przebieg trasy |
| Linie podmiejskie – Wrocław                  | Linie podmiejskie – Wrocław |
| -------------------------------------------- | --- |
| 504                                          | Wrocław – Mirków – Długołęka – Byków – Borowa – Smardzów – Oleśnica |
| 512                                          | Wrocław – Bielany Wrocławskie – Tyniec Mały – Małuszów – Stary Dwór – Gniechowice – Siedlakowice – Mirosławice – Rogów Sobócki – Sobótka – Strzegomiany – Będkowice (– Księginice Małe – Przemiłów – Sulistrowice) – Sulistrowiczki (– Przełęcz Tąpadła) |
| 522                                          | Wrocław – Bielany Wrocławskie – Tyniec Mały – Małuszów – Stary Dwór – Gniechowice (– Siedlakowice / – Zachowice – Czerńczyce) – Mirosławice – Rogów Sobócki – Sobótka |
| Linie podmiejskie – Oleśnica                 | |
| 4                                            | Oleśnica – Spalice – Boguszyce – Nowica – Miodary – Sosnówka – Drogoszowice – Sądrożyce – Twardogóra (– Moszyce – Goszcz) wybrane kursy przedłużone z Oleśnicy do Wrocławia jako linia 504 |
| 8                                            | Oleśnica – Dąbrowa – Nowosiedlice – Dobroszyce (– Strzelce – Łuczyna – Sadków / – Strzelce – Sadków – Łuczyna – Ludgierzowice – Niedary – Zawonia / – Strzelce – Sadków – Łuczyna / – Strzelce – Sadków – Łuczyna – Mękarzowice / – Strzelce – Łuczyna – Mękarzowice – Sadków) |
| 15                                           | Oleśnica – Bogusławice – Wyszogród – Nowoszyce – Wszechświęte – Zarzysko (– Stronia – Wabienice – Jemielna – Wabienice – Gorzesław) – Strzałkowa – Gorzesław – Wabienice (z powrotem: Wabienice – Stronia – Zarzysko – Wszechświęte – Wyszogród – ...) |
| 18                                           | Oleśnica – Dąbrowa – Nowosiedlice – Dobroszyce – Bartków – Białe Błoto – Malerzów |
| 25                                           | Oleśnica – Ligota Wielka – Smolna – Nowa Ligota – Zbytowa – Zawidowice – Kijowice – Bierutów |
| 88                                           | Oleśnica – Dąbrowa – Nowosiedlice – Dobroszyce – Siekierowice (– Dobrzeń – Dobra / – Rzędziszowice – Kopiec – Węgrów – Skała – Jaksonowice – Januszkowice – Dobroszów Oleśnicki) (z powrotem: Dobra – Dobroszyce – ...) wybrane kursy na trasie: Oleśnica – Jenkowice – Dobra – Dobrzeń (– Jaksonowice / – Siekierowice / – Jaksonowice – Skała – Węgrów – Kopiec – Rzędziszowice – Siekierowice – Dobrzeń) |
| Linia podmiejska – Kąty Wrocławskie          | |
| 92                                           | Kąty Wrocławskie – Krobielowice – Gniechowice – Krzyżowice |
| Linie Komunikacji Autobusowej Gminy Oleśnica | |
| G1                                           | Oleśnica (– Jenkowice – Dąbrowa / – Dąbrowa) – Sokołowice |
| G2                                           | Oleśnica – Spalice – Gęsia Górka (– Sokołowice – Boguszyce – Miodary – Brzezinka) – Sokołowice |
| G3                                           | Oleśnica – Spalice – Cieśle – Jonas (– Poniatowice) – Ligota Polska (– Szczodrów) – Ostrowina |
| G4                                           | Oleśnica – Spalice – Boguszyce (– Sokołowice) |
| G5                                           | Oleśnica – Bogusławice – Wyszogród (– Świerzna – Nowoszyce / –Nowoszyce) – Wszechświęte – Zarzysko (– Strzałkowa) |
| G6                                           | Oleśnica – Świerzna (– Solniki Wielkie) – Gręboszyce – Smolna (– Ligota Wielka – Zimnica / – Ligota Wielka – Zimnica – Smolna) – Nowa Ligota |
| G7                                           | Oleśnica – Bystre (– Ligota Mała) – Krzeczyn – Piszkawa |
| G8                                           | Oleśnica – Nieciszów – Smardzów – Oleśnica |
| G9                                           | Oleśnica – Bystre (ul. Południowa) |

Stan na: 20 sierpnia 2024 r.

## Tabor
| Typ autobusu                               | Rok (lata) produkcji    | Rok (lata) zakupu       | Liczba autobusów w eksploatacji |
| ------------------------------------------ | ----------------------- | ----------------------- | ------------------------------- |
| Mercedes-Benz O407                         | 1993–1995               | 2005, 2011              | 4                               |
| Autosan A0909L                             | 2006                    | 2006                    | 12                              |
| Solaris Urbino 12                          | 2006                    | 2006                    | 3                               |
| Autosan A1012T.05.10                       | 2007                    | 2007                    | 4                               |
| Autosan A1012T.05.09                       | 2007                    | 2007                    | 4                               |
| Mercedes-Benz O408                         | 1995                    | 2009                    | 1                               |
| Renault FR1 TE                             | 1991, 1996              | 2010                    | 2                               |
| Mercedes-Benz 416 CDI                      | 2002, 2004              | 2013                    | 2                               |
| Mercedes-Benz O550                         | 2001                    | 2016                    | 1                               |
| Setra S315 UL                              | 1996–2001               | 2013–2020               | 17                              |
| Autosan H7-10.02                           | 2002–2003               | 2002–2003               | 5                               |
| Mercedes-Benz 814 D / Indcar Mago          | 2000                    | 2014                    | 1                               |
| Setra S315 ÜL-GT                           | 1999–2005               | 2015–2022               | 8                               |
| Autosan A1010T                             | 2003, 2008              | 2003–2018               | 3                               |
| Mercedes-Benz O530LE MÜ II                 | 2008                    | 2022                    | 3                               |
| Setra S416 UL                              | 2008, 2010              | 2020–2021               | 2                               |
| Autosan H9-20.32                           | 1992                    | 1992                    | 1                               |
| Mercedes-Benz 518 CDI                      | 2007–2008               | 2016                    | 2                               |
| Mercedes-Benz O510                         | 2005                    | 2016–2017               | 2                               |
| Autosan A0909L.05.01                       | 2008                    | 2015, 2017              | 3                               |
| Setra S315 H                               | 2001–2002               | 2015, 2018              | 2                               |
| Mercedes-Benz Integro                      | 2008-2014               | 2021–2022               | 4                               |
| Scania TK450EB 6x2*4NI Touring HD          | 2014–2015               | 2019                    | 2                               |
| Setra S415 GT-HD                           | 2012                    | 2015                    | 1                               |
| Setra S515 HD                              | 2014                    | 2017                    | 1                               |
| Setra S315 UL                              | 2001                    | 2017                    | 1                               |
| Autosan A8V.02.01                          | 2008                    | 2017                    | 1                               |
| Setra S417 GT-HD                           | 2008                    | 2018                    | 1                               |
| Setra S516 HD                              | 2015                    | 2022                    | 1                               |
| Neoplan N3516 Ü                            | 2006                    | 2019                    | 1                               |
| Mercedes-Benz Tourismo 16RHD               | 2010                    | 2020                    | 1                               |
| Mercedes-Benz O550H                        | 2000                    | 2015                    | 3                               |
| Autosan A1010T.09.05                       | 2012                    | 2018                    | 1                               |
| Setra S416 GT-HD                           | 2011                    | 2019                    | 1                               |
| Setra S415 UL                              | 2007–2012               | 2020–2023               | 6                               |
| Mercedes-Benz O550L                        | 2000                    | 2016                    | 1                               |
| Mercedes-Benz O550M                        | 2002                    | 2016                    | 1                               |
| Autosan A1012T                             | 2008                    | 2018                    | 1                               |
| Setra S416 GT                              | 2010                    | 2020                    | 2                               |
| Mercedes-Benz Tourismo RH M                | 2009                    | 2021                    | 1                               |
| Mercedes-Benz Integro M                    | 2011                    | 2021                    | 1                               |
| Mercedes-Benz Intouro                      | 2014                    | 2021                    | 1                               |
| Setra S315 GT                              | 1996–1998               | 2013–2015               | 3                               |
| Setra S315 UL                              | 2005                    | 2020                    | 1                               |
| Mercedes-Benz Intouro E                    | 2010                    | 2020                    | 1                               |
| Mercedes-Benz 519 CDI / Mercus MB Sprinter | 2014                    | 2015                    | 1                               |
| Łączna liczba autobusów                    | Łączna liczba autobusów | Łączna liczba autobusów | 121                             |